# زبره
زِبرِه صفتی است که برای موادی مانند آرد، بتن، گچ، سنگ، سنگ آهن غیره بکار می‌رود و معنی آن اینست که در آن حالت در ساخت آن مواد دانه‌های درشت و زبر بکار رفته است یا آن مواد هنوز به‌طور کامل ساییده و آرد نشده‌اند. در علوم غذایی به غله‌هایی که ساییده شده‌اند و دانه‌هایشان هنوز از آرد درشت‌تر است زبره (Meal) گفته می‌شود. در مورد سنگ‌های معدنی به خاک سنگ آن مواد که هنوز کاملآ خرد و آرد نشده‌اند حالت زبره گفته می‌شود.
در معماری به سطوح زبر و صیقل‌نیافته، زبره گفته می‌شود.
ترکیبات رایج با واژه زبره عبارت‌اند از:
- زبره‌سنگ
- زبره‌آرد
- زبره‌پاشی
- زبره‌کاری
- زبره‌تراشی
- گونه‌ای از مارچوبه به نام مارچوبه زبره وجود دارد که به آن در فارسی شبیدی هم گفته می‌شود.
- گردی زبره نام یک گونه گُل است.

واژه متصاد با زبره، واژه نرمه است.